# 7279 Hagfors
7279 Hagfors eller 1985 VD1 är en asteroid i huvudbältet som upptäcktes den 7 november 1985 av den amerikanske astronomen Edward L.G. Bowell vid Anderson Mesa Station. Den är uppkallad efter den norske astronomen Tor Hagfors.
Asteroiden har en diameter på ungefär 13 kilometer och den tillhör asteroidgruppen Hygiea.